# Carenang (Cisoka)
Carenang is een bestuurslaag in het regentschap Tangerang van de provincie Banten, Indonesië. Carenang telt 6456 inwoners (volkstelling 2010).